# Sorry Suzanne
Sorry Suzanne är en poplåt komponerad av Geoff Stephens och Tony Macaulay. Låten utgavs som singel av popgruppen The Hollies i februari 1969. Låten var gruppens första inspelning med Terry Sylvester som ny medlem sedan Graham Nash lämnat gruppen. Låten blev en hit i Europa under våren 1969, och en mindre framgång i Nordamerika. Den medtogs aldrig på något studioalbum med gruppen, men finns med på flera samlingsskivor.

## Listplaceringar
| Lista (1969)   | Position               |
| -------------- | ---------------------- |
| Australien     | 6                      |
| Danmark        | 1 (DR "Top Ti")        |
| Finland        | 11                     |
| Flandern       | 3                      |
| Irland         | 4                      |
| Kanada         | 41 (RPM)               |
| Nederländerna  | 4                      |
| Norge          | 4 (VG-lista)           |
| Nya Zeeland    | 4                      |
| Schweiz        | 1                      |
| Storbritannien | 3                      |
| Sverige        | 15 (Kvällstoppen)      |
| Sverige        | 4 (Tio i topp)         |
| USA            | 56 (Billboard Hot 100) |
| Vallonien      | 11                     |
| Västtyskland   | 7                      |
| Österrike      | 12                     |